# Thomaston (New York)
Pour les articles homonymes, voir Thomaston.
Thomaston est un village du comté de Nassau, dans l'État de New York, aux États-Unis,. En 2010, il comptait une population de 2 617 habitants.

## Démographie
Lors du recensement de 2010, le village comptait une population de 2 617 habitants. Elle est estimée, en 2019, à 2 613 habitants.